# Václav Baštýř (fotbalista)
Václav Baštýř (31. srpna 1899 – ) byl český meziválečný fotbalista, obránce.

## Fotbalová kariéra
V československé lize hrál v letech 1925-1926 za Nuselský SK. Nastoupil ve 13 ligových utkáních a dal 1 gól.

## Ligová bilance
| Ročník                        | Zápasy | Góly | Klub        |
| ----------------------------- | ------ | ---- | ----------- |
| Asociační liga 1925           | 5      | 1    | Nuselský SK |
| Středočeská 1. liga 1925/1926 | 8      | 0    | Nuselský SK |
| CELKEM                        | 13     | 1    |             |